# Sánchez (Vice)
Sánchez es un centro poblado peruano, ubicado en el distrito de Vice, perteneciente a la provincia de Sechura del departamento de Piura, al norte del Perú.

## Demografía
En el 2017 Sánchez tenía una población de 274 habitantes.
| Gráfica de evolución demográfica de Sánchez entre 1993 y 2017 |
|                                                               |
| Fuentes: Población 1993 y 2017                                |